# 帝国
帝國，原指国家元首或统治者称为皇帝、天皇或女皇的君主制国家，但通常亦泛指领土辽阔、人口众多，往往统治或支配多个民族或邦国的强盛一时的国家。现在有些大的企业或被一个人控制的政治或經濟实体也被称为帝国，如商业帝国。基本上，因為中國古代的各大王朝的君主頭銜是「皇帝」，因此都能算入帝國的範疇，像是大清帝國即是一例。但秦朝以前的中原古國的君主尊號是「王」（如周文王），而不是皇帝，因此並非帝國。

## 定義
「帝國」為西文empire的漢譯詞，帝國一詞基本不見於十九世紀前中文的文獻中。在1850年時，梁廷枏出版的《夷氛紀略》是中國文人最早以漢語詞彙「帝國」反映西方「empire」一詞的用例，之後該詞由嚴復譯介而來後逐漸普及。
现在定義的帝国一般是指领土辽阔，统治民族众多，拥有持续传统的强大君主制政体国家，其統治者在漢語中通常稱為天皇、皇帝或女皇，或依其傳統有不同稱呼。帝國通常是由兼併一系列小型的王國之後形成。其次帝国的疆域可以灵活调整，而且可以几乎无限扩张。帝国不需要改变基本架构和认知，就可以拿取更多其他国家和领土。
并不一定要有军事征服才能稱為帝国。譬如哈布斯堡帝国是因为许多联姻，交织形成的关系。此外，在現代論述帝国的规模也并非重点。即使规模小之又小，也可能符合帝国的定义。譬如雅典帝国，就算在国力的巅峰之时，面积和人口也远不及今日之希腊。

## 传统意义上的帝国

羅馬帝國最大疆域圖

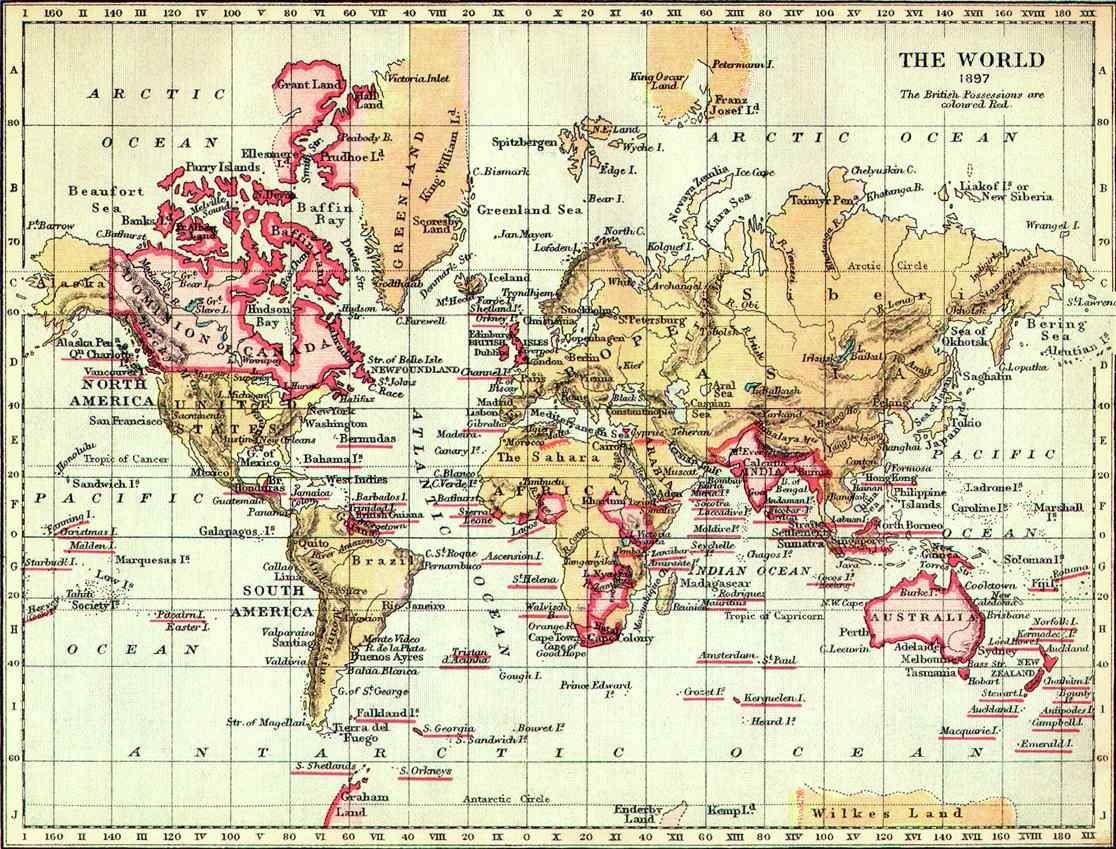
大英帝國殖民地疆域

世界历史上主要的帝国有：公元前11至8世纪的亞述帝国、公元前7世纪的新巴比倫帝國、公元前6至4世纪的波斯帝国（阿契美尼德王朝）、公元前4世纪古希腊和馬其頓的亞歷山大帝国、统一印度大部分地区的孔雀王朝、笈多王朝、貴霜帝國、莫卧儿王朝等王朝、公元前3世纪至20世紀初的中國歷代皇朝（秦朝至清朝，可稱為中華帝國）、公元前2世纪至公元4世纪的罗马共和国－罗马帝国、西罗马帝国、东罗马帝国（拜占庭帝国）、神圣罗马帝国、阿拉伯帝国（萨拉森帝国，包括倭马亚王朝和阿拔斯王朝）、蒙古帝国、奥斯曼帝国（土耳其帝国）、葡萄牙帝国、西班牙帝国、荷蘭帝國、大英帝国、法兰西帝国、奥地利帝国－奥匈帝国、俄罗斯帝国、德意志帝国以及大日本帝国。
有些实际上領土並不一定廣大的君主制国家以「帝国」作为正式国号，如1822年至1889年的巴西帝国，1821至1823年、1864至1867年间的墨西哥帝国，1889年至1974年的埃塞俄比亚帝国（阿比西尼亞帝國），1897年至1910年的大韓帝國（朝鮮王朝），1976年至1979年的中非帝国。
注：阿契美尼德王朝时期的波斯帝国也常被视为王国。古希腊历史著作中一般称波斯君主为国王（希罗多德的历史，修昔底德的伯罗奔尼撒战争史等），但實際上出於不承認國家間不平等外交的緣故。另外，对于晚期的神圣罗马帝国是否是一个国家尚存在争议（皇帝由选举产生，但只对自己的领地有管辖权）。

## 广义的用法
就目前而言，對學界影響較大的是美國一歷史學家Frederick Cooper提出來對帝國進行了一個非常宏觀的定義，成為一個大多數的廣義參考。
广义上帝国的含义要宽泛很多，只要是统治或支配的地域广阔，在国际上或某一地区强盛一时的国家，就可以被称为帝国。且不论政体是否为君主制，这些国家本身一般并不称自己为帝国，如古希腊的“雅典帝国”，中世纪的“威尼斯帝国”，近代的殖民帝国如葡萄牙帝国、西班牙帝国、荷兰帝国等。
历史上有一些规模庞大但统一时间很短，通过短期的军事征服暂时建立起来的国家，如马其顿国王亚历山大三世时的马其顿王国（亚历山大帝国）、加洛林王朝的查理一世在位时的法兰克王国（查理曼帝国），也被称为帝国。
很多强大的以及中等勢力的古代君主制国家常被后世历史学者称为帝国，如西台帝国、巴比伦帝国、亚述帝国、帕提亚帝国（安息）、匈人帝國、萨珊帝国、拉丁帝国（罗马尼亚帝国）、尼西亚帝国、加纳帝国、马里帝国、桑海帝国、阿兹特克帝国、印加帝国等。
还有一些存在时间很短、疆域辽阔又没有一个正式的或合理国号的政权，常用其创立者的名字命名为帝国，如塞尔柱突厥帝国、帖木儿帝国（理论上属于西察合台汗国）。
「帝國」不是傳統中國的固有詞彙，而是在東西方文化交流過程中誕生的新詞，是對一個西方詞彙對應的漢語表達。中國人對自身所在共同體的表達習慣是「天下」、「我朝」等，在清朝以前中國並未使用帝國這類政體的稱呼。同时由于历史文化原因中国也有一种独特而又较为狭义的帝国观念，即只有中国的帝国才被作为唯一的合法的帝国。现代以前的中国人一般认为只有统治整个中国的君主才能合法地使用「天子」或「皇帝」的称号，所以若西方廣義的理论上只有中国的历代王朝才是帝国。諸侯國與藩属国及或其他国家的君主只能被称为国王、王、酋长、单于、大汗或使用音译。
由於中國古代不存在所謂的帝國的稱呼，对皇帝和「帝国」这个概念的連結也有其特别的意义而与近现代以后中国作为对外国和其君主的称呼不同。歷代的正統王朝，一般自稱是「朝」，也就是代表上天行使天命的政權，其統治者一般稱呼「天子」。
而中国古代的皇帝这个称谓是由秦始皇第一个使用并开始作为中国最高统治者的称谓，皇和帝在此之前是作为分开的称谓使用；皇通常是作为伟大先人宗祖和神的称谓，而帝一般被作为一切的统治者的称谓。秦始皇统一中国结束了数百年的分裂后认为自己德高三皇，功过五帝便将称谓合并以表明自己的伟大。这个称谓比起一般的称谓更加带有君权神授的色彩，即使如此，皇帝稱呼仍然與天子交互使用。在古代中國人的心目中，不論是國，王還是帝，只有被稱為「王朝」的政權才代表著天下承認，是具有天命正朔的天子政權。同时古代中国将自己称之为中央之国认为天下一切都是属于天子自己的，不只是作为一个强大君权国家的称谓而是作为带有神化的意义。
现代的“帝国”更多是带有象征意义的，而并非指其实质的政体，著名的有日不落帝國、大英帝國、希特勒统治时期的德意志第三帝国、蘇維埃帝國、被称为新罗马帝国的美利坚帝国等。

## 非历史学上的概念
在某一领域居于垄断地位或实力强大的组织和集团（如大型跨国公司），也会被称为帝国。如微软帝国、默多克传媒帝国等。

## 延伸閱讀
- 王一燕：〈文化遗产关键词：帝国 （页面存档备份，存于）〉。